# 有酸素運動
有酸素運動（ゆうさんそうんどう、英: aerobic exercise、cardio workout）とは、好気的代謝によってヘモグロビンを得るため長時間継続可能な軽度または中程度の負荷の運動をいう。

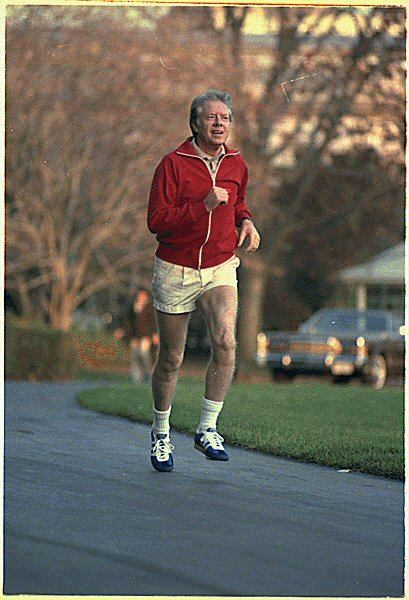
有酸素運動のひとつジョギングを行うジミー・カーター

それに対し無酸素運動とは嫌気的代謝によって酸素の供給が逼迫した状態でも一時的にエネルギーを得る高負荷の運動をいう。ただし体内に蓄積した嫌気的代謝の生成物である乳酸は有酸素運動と同じくTCA回路で代謝されるので結果的には同じ代謝である。

## 概要
米軍軍医ケネス・クーパーが心肺機能を改善させる運動プログラムを開発し、これを「有酸素性運動」と名づけて1967年に発表した。このプログラムでは12分間走（クーパーテスト）により評価した体力区分と年齢をもとに各自に合った運動を実施する。これが日本では「有酸素運動」と訳された。
その後、上述のように定義が変更された。
有酸素運動では、体内の糖質や脂肪が酸素とともに消費される。
これに対して、酸素を消費しない方法で筋収縮のエネルギーを発生させる運動を無酸素運動（むさんそうんどう）という。
多くのスポーツは有酸素運動と無酸素運動の両方の要素を持つ。
一般的には、「身体にある程度以上の負荷をかけながら、ある程度長い間継続して行う運動」はすべて有酸素運動とみなすことができる。例えば長距離走は有酸素運動であるが、短距離走は無酸素運動である。
有酸素運動を「好気的な」運動、無酸素運動を「嫌気的な」運動とも呼ぶことも多い。

## 骨格筋のエネルギー発生の仕組み
骨格筋の直接のエネルギー源はアデノシン三リン酸（ATP）である。ATPがアデノシン二リン酸(ADP)とリン酸に分解されるときに発生するエネルギーが筋収縮に用いられる。しかしATPの貯蔵量は少なく数秒程度で使い切ってしまうため、体内ではエネルギーを使って再合成が行われている。
ATP再合成のためのエネルギー発生の仕組みにはリン酸系、解糖系、有酸素系の3種類がある。
リン酸系はCP系とも呼ばれ、クレアチンリン酸（CP）の分解によりADPからの無酸素的なATPの生成に使われ、ATPによりエネルギーを発生させるものであり、最高の運動強度で約10秒間持続可能である。例えば陸上競技の100メートル競走では、主にこれをエネルギー源とする。
解糖系は乳酸系ともよばれ、グリコーゲンがグルコース、ピルビン酸を経て乳酸に分解される過程でグルコース1分子あたり2分子のATPを生成、消費することによりエネルギーが発生する（詳細は「解糖系」を参照のこと）。最高の運動強度で持続時間は1～2分間程度である。例えば400メートル競走や中距離走は主にこれをエネルギー源とする。リン酸系でも解糖系でも酸素は消費されない（詳細は「無酸素運動」を参照のこと）。解糖系によるATP合成は、TCA回路によるATP 合成の約100 倍の速度を持つ。このため、激しい無酸素運動などでは解糖系によるATP合成が活発になる。
これらに対して有酸素系では酸素を消費し、長時間に渡り持続できる。グリコーゲン、グルコース、乳酸あるいは脂肪からアセチルCoAが生成され、ミトコンドリア内でアセチルCoAが酸素を消費する反応を含んだ化学反応を経てグルコース1分子あたり38分子のATPが生成されてエネルギーが発生する（化学反応の詳細はクエン酸回路、電子伝達系、脂肪酸のβ酸化、呼吸を参照のこと）。
主としてこの有酸素系から多くのエネルギーを取り出す運動が有酸素運動であり、有酸素系以外（リン酸系と解糖系）からエネルギーを取り出す運動が無酸素運動である。

## 有酸素運動の効果

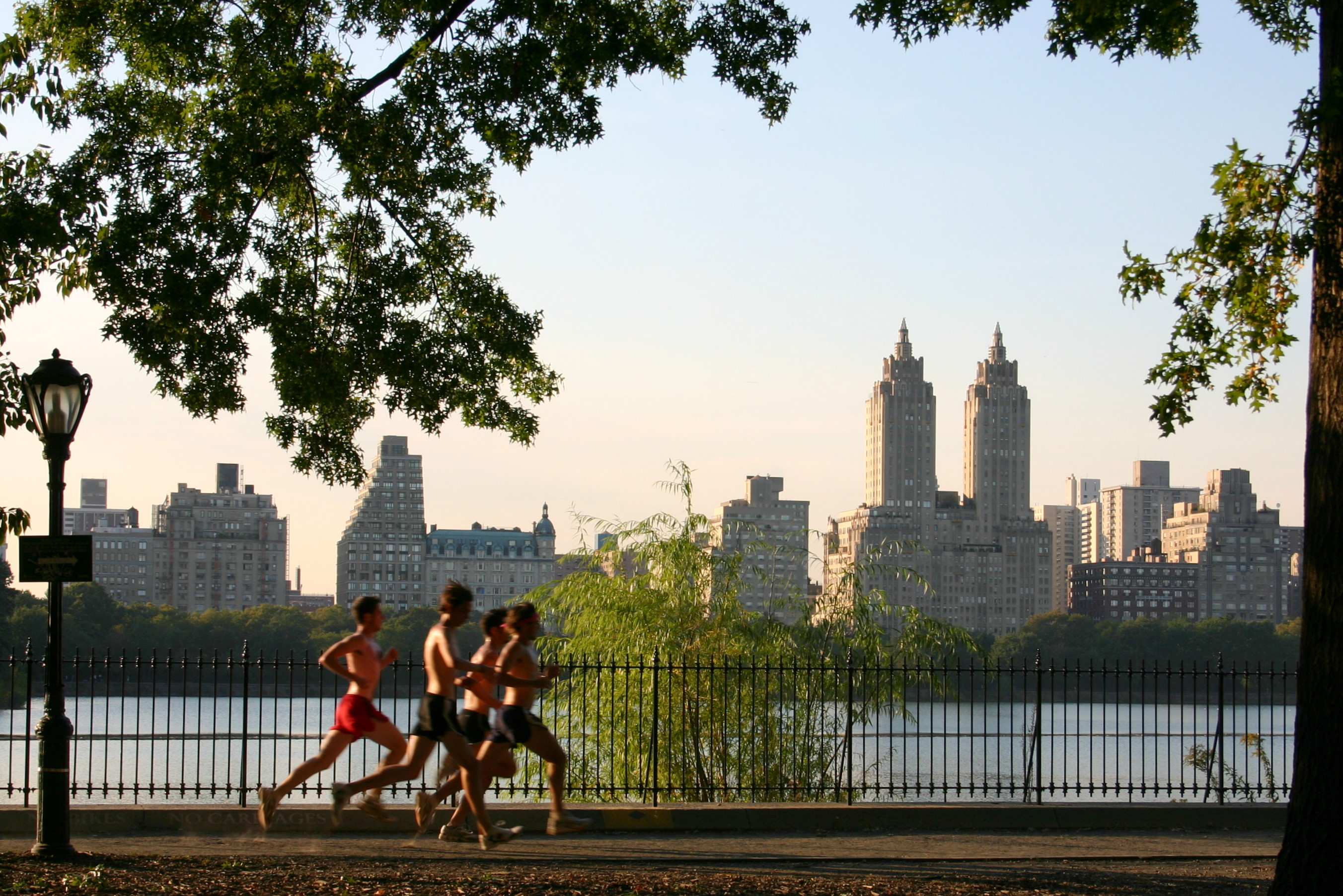
ジョギングを行う人たち（ニューヨーク、セントラルパーク）

有酸素運動を行うことによって多くの健康促進効果が期待できる。
- 心肺機能、酸素摂取能力の改善[6]
  - 呼吸筋を発達させ、外呼吸（肺と外部との空気の循環、体内への酸素のとりこみ）をよりスムーズにする。
  - 心筋を発達させ、血液の循環をより効率的にする。また、平常時の心拍数を下げる。
  - 骨格筋中の毛細血管の新生を促す。
- 冠動脈疾患の危険性の減少[7]
  - 安静時の血圧を低下させる。
  - 血液中のLDLコレステロール[注 1]、中性脂肪を減少させ、HDLコレステロール[注 1] を増加させる。
  - 体脂肪を減少させる。
- 慢性疾患の発症率低下。特に、冠動脈疾患、高血圧、がん、2型糖尿病、骨粗鬆症、自己免疫疾患、炎症の発症率を低下させる[8][9]。2型糖尿病の予防については糖尿病#治療を参照のこと。
- 不安や抑うつ感を軽減し、健全感を高める[7]。
- 脳細胞の増加を促し、脳の記憶機能を活性化する[10]。勉強の4時間後の有酸素運動は特に有効的[11]。
- 試験前に20〜30分の運動を行うと、反応時間が短縮され、意思決定が明確になるため、タスクに集中して問題をより効率的に解決できる[12]。

| 関連の強さ | リスクを下げるもの（部位） | リスクを上げるもの（部位）                                                      |
| ---------- | -------------------------- | ------------------------------------------------------------------------------- |
| 確実       | 身体活動（結腸）           | 過体重と肥満（食道<腺がん> 、結腸、直腸、乳房<閉経後>、子宮体部、腎臓）、（略） |
| 可能性大   | 身体活動（乳房）、（略）   | （略）                                                                          |

体脂肪と血液中の中性脂肪が減少するのは、有酸素運動で脂肪を消費するためである。ミトコンドリアへの脂肪酸の輸送についてはβ酸化#脂肪酸の動員及びβ酸化#脂肪酸の活性化とミトコンドリア内への輸送を参照のこと。ミトコンドリアにおける脂肪酸のβ酸化についてはβ酸化#β酸化反応および酵素群を参照のこと。ミトコンドリアのマトリックスで生成されたアセチルCoAは酸素を消費してクエン酸回路でエネルギーに変換される。
また、骨粗鬆症の発症率が低下するのは運動により身体に適度の衝撃が加わるためと考えられている。
がん予防については、世界がん研究基金とアメリカがん研究協会による「食べもの、栄養、運動とがん予防」（2007年）でのがん予防10か条の１つで、毎日少なくとも30分の運動が推奨されている。また、心臓病予防については、アメリカ心臓協会による2006年版の食と生活の勧告で心臓病と闘うための健康的な食事と生活スタイルのなかの１つで、ほとんど毎日少なくとも30分の適度な運動が推奨されている。

## 有酸素運動の例

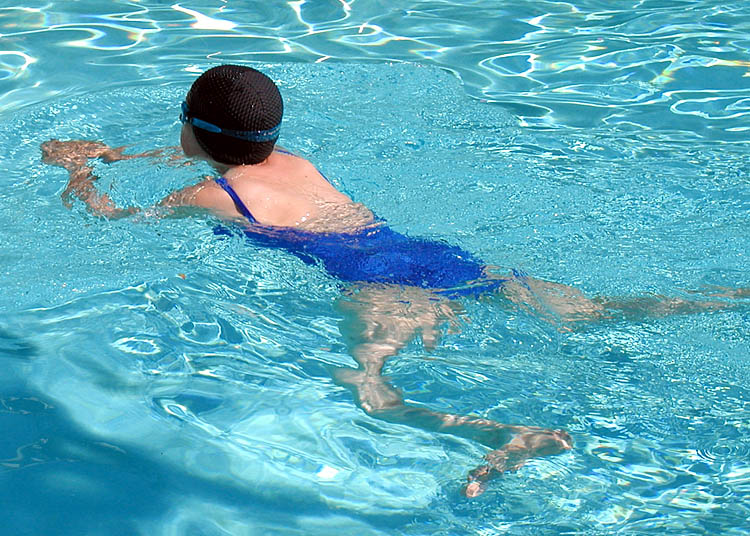
水泳

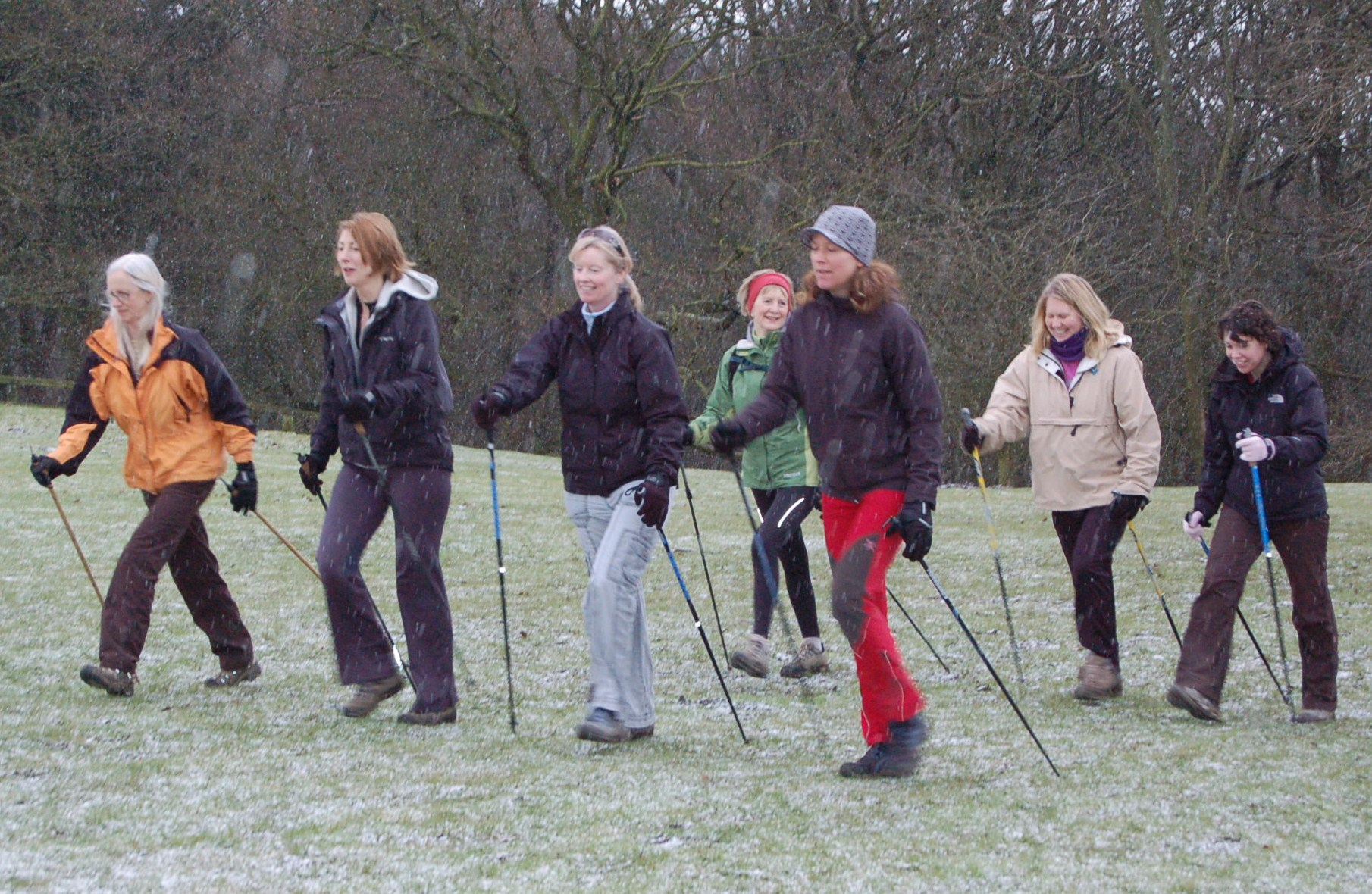
ノルディックウォーキング

主に屋外で行われるもの
- ウォーキング
- ノルディックウォーキング
- ジョギング
- ランニング
- サイクリング
- クロスカントリースキー

主に屋内で行われるもの
- エアロビクスダンス
- STEPエクササイズ

プールで行われるもの
- 水泳
- アクアビクス

## 運動強度と脂肪燃焼
安静時や強度の低い運動時には脂肪の方が糖よりも多く使われている。血糖やグリコーゲンは利用しやすいが貯蔵量は多くはないので安静時などではあまり多くは使われず、強度の高い運動時などに糖が優先的に使われるようになる。運動強度が低い場合には脂肪とグリコーゲンの燃焼比率は1:1であるが、運動強度が高まるに従って脂肪よりもグリコーゲンの燃焼比率が高まる。

### 運動強度
有酸素運動の運動強度は、運動する本人の酸素摂取能力を基準に数値で表す。運動中の酸素摂取量と最大酸素摂取量の比率、すなわち「酸素摂取能力の何パーセントを使用しているか」で表現する。また、予備酸素摂取量(最大酸素摂取量と安静時酸素摂取量の差)を用いることも多い。ただし、酸素摂取量を測定するには機材が必要であるため、運動指導の現場では酸素摂取量の代わりに心拍数を用いることが多い。
→詳細は運動強度を参照

### 糖質と脂肪の燃焼
運動強度を徐々に上げてゆくと、やがて酸素摂取量を酸素消費量が上回り酸素不足となる。この状態に至ると血液中に乳酸が増加し続け、呼吸数、換気量が著しく増加する。その直前の運動強度、すなわち血中乳酸濃度が上昇し続けず運動を継続可能な最大の運動強度を無酸素性作業閾値 (Anaerobics Threshold: AT) という。
トレーニングを積んだスポーツ選手などではATが高い。すなわち、心肺機能を強化し酸素摂取能力を高めると高い運動強度でも酸素不足がおきにくくなる。
運動時の糖質と脂肪の燃焼割合は運動強度により異なる。AT以下の運動強度では、糖質と脂肪の燃焼割合はほぼ50%ずつである。それよりも強度が高くなると酸素不足のため脂肪を燃やせなくなり、脂肪よりも糖質を多く燃焼させる。糖質の燃焼が進むと乳酸の蓄積が進みアシドーシスが進む。
過剰に蓄積した乳酸の一部は肝臓でのコリ回路により再度糖質に再合成されアシドーシスを緩和する。酸素供給不足を伴う運動時、この乳酸の代謝除去を乳酸蓄積が上回る限界点があり、血中乳酸濃度が急速に増加を始める時点を乳酸性閾値(または乳酸蓄積閾値または乳酸閾値, lactic acid threshold, LT)と呼ぶ。有酸素運動のトレーニングでは、LTを酸素供給の指標として利用し、運動強度の設定に利用することがある。

### 筋肉疲労との関わり
カエルの筋肉を使った研究に基づき 1929年に Hill らが提唱して以来、乳酸は筋肉疲労の原因物質として考えられてきた。これは、乳酸の蓄積によるアシドーシスにより収縮タンパクの機能が阻害されたためと理解された。しかし後の研究において、アシドーシスを筋肉疲労の原因とする説に対して反証が報告されてきた。そして2001年に Nielsen らによって、細胞外に蓄積したカリウムイオン K+ が筋肉疲労の鍵物質であることが報告された。Nielsen らの系では、K+ の添加により弱められた筋標本について乳酸などの酸を添加すると、従来の説とは逆に回復がみられた。2004年の Pedersen らの報告でも、pH が小さいときに塩化物イオンの細胞透過性が落ちることが示され、アシドーシスに筋肉疲労を防ぐ作用があることが示唆された。また、強度の高い運動ではATPやクレアチンリン酸の分解でリン酸が蓄積する。このリン酸はカルシウムと結合しやすく、カルシウムがリン酸と結合してしまうと筋収縮に必須のカルシウムの働きが悪くなる。これが疲労の原因の一つと考えられている。カルシウムは本来筋小胞体に貯められ、筋小胞体から出ることで筋肉は収縮し、筋小胞体に戻れば筋肉は弛緩する。

## エアロビクスダンスとの関係
上述のとおり、「エアロビクス」(AEROBICS)とはもともとクーパー博士が開発した運動プログラムの名称であるが、現在の日本ではダンス形式の有酸素運動すなわちエアロビクスダンス（エアロビックダンスエクササイズ）を指すことが多い。これは1980年代に日本のマスコミが、この種の運動を指すのに長い名称を避け、より短い「エアロビクス」という言葉を使用したためである。
エアロビクスダンスのレッスンとは往々にして、インストラクターの指示に従って、音楽に合わせた早いリズムでステップを踏むもので、このスタイルは1970年に先述のクーパー博士が著書『The New Aerobics』を出版して以来特に有名になった。1980年代にはジェーン・フォンダ、リチャード・シモンズなどの有名人がテレビのエアロビ番組やビデオに出演したりして、空前のエアロビ・ブームが起こった。

## 短所（及び長所）
上述したように有酸素運動には心肺機能改善などの効果があるが、筋力、筋持久力向上の効果は少ないとされる（特に上半身）。
また、嫌気性代謝にかかわる経路（解糖と乳酸発酵）をその人の限界速度まで機能させられないため、運動能力の上限を底上げすることは難しい。週5時間以上の有酸素運動は体に良いが、有酸素運動のしすぎはかえって慢性炎症を引き起こす、一方、週300～1200分の適度な有酸素運動や150～600分の激しい有酸素運動をする人は確かに体に良い、とハーバード大学医学部が2022年に主張している。